# Attack (Band)
Attack (Eigenschreibweise: ATTACK) ist eine deutsche Rockband um den Multi-Instrumentalisten und Sänger Ricky van Helden, die epischen Power Metal spielt. Auffällig bei der Band ist, dass nicht nur für dieses Genre übliche Instrumente wie Gitarre, Bass, Schlagzeug, sondern auch Cello, Querflöte und Violine zum Einsatz kamen.

## Geschichte
Attack wurde 1984 in Hannover von Thomas St. Jones, Andy Kammer und Ricky van Helden gegründet und nahm ein halbes Jahr später das Debüt-Album Danger in the Air auf. Es folgte eine Tournee durch Deutschland, ehe die Band 1985 in veränderter Besetzung ihre zweite LP Return of the Evil veröffentlichte, welche auch im Ausland Beachtung fand. Nach weiteren Tourneen und den Aufnahmen zum dritten Album Beastkiller verließ Ricky van Helden Hannover, um mit neuem Line-Up (Gerd Sossnierz, Gitarre; Chreddy Riepert, Gitarre; „Zacky“ Athanasios Tsoukas, Schlagzeug) und einem Schallplattenvertrag bei ZYX Music das Konzept-Album Destinies of War einzuspielen.

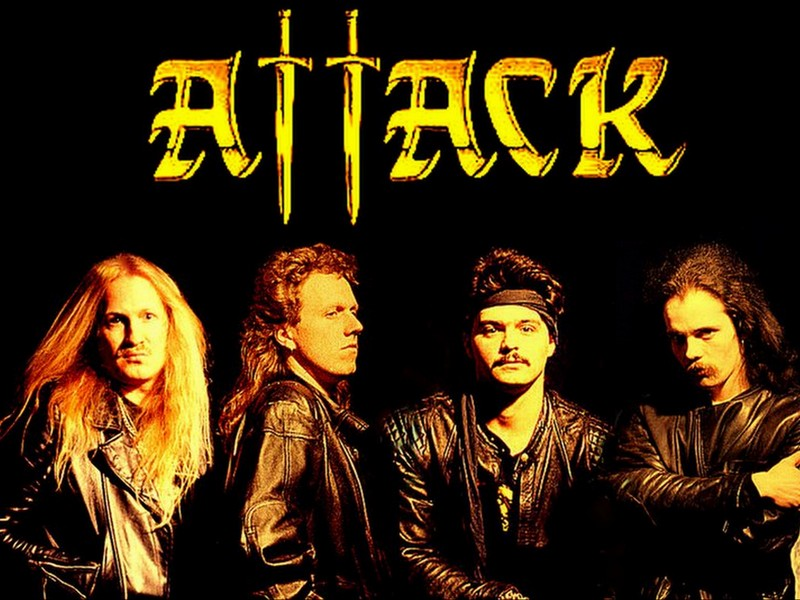
ATTACK (1989)

Probleme mit Management und Plattenfirma zwangen die Band zu einer Pause, aber bereits 1992 meldete sie sich mit der CD Seven Years in the Past, welche auf dem Band-eigenen Label Iceland-Records erschien, zurück und stieg sofort auf Platz 16 in die japanischen Charts ein. Das brachte der Band nicht nur langjährige Verträge mit JVC/Victor Entertainment und Virgin Music im Land der aufgehenden Sonne, sondern auch weitere internationale Beachtung. Dies hatte zum Beispiel zur Folge, dass ATTACK zusammen mit Bands wie Running Wild, Angra und Wolfsbane auf dem „Pure Metal-Sampler Vol 2“ vertreten war, um den Song On the Run zu präsentieren.
Die logische Konsequenz waren Alben wie Revitalize (1994), mit dem Gitarristen, Keyboarder und Violinisten Matthias Hornschuh, der später als Filmkomponist Bekanntheit erreichte, sowie The Secret Place (1995), auf dem dann Peter Oko, der schon auf Seven years in the Past mitwirkte, und Thorsten Köhne die Gitarren-Parts übernahmen.
1997 begab sich die Band dann erneut ins Studio um, zusammen mit dem neuen Schlagzeuger Frank Ullrich (ex Grave Digger; ex Living Death) und dem Gründungsmitglied Thomas St. Jones an den Keyboards, den Longplayer „Deadlocked“ einzuspielen. Bei dieser Produktion schlug ATTACK dann musikalisch eine deutlich progressivere Richtung ein.
Nach den Aufnahmen zog sich Ricky van Helden, der bis dahin die einzige Konstante in der Gruppe war, aus nicht bekannten Gründen, vorerst aus der Musik-Szene zurück.
Ende 2011 brachte das griechische Label Lighten the Underground dann eine limitierte Vinyl-Version vom 1995er Album The Secret Place heraus. Gleichzeitig erschien über die griechische Firma Steel Legacy eine CD-Version dieser Produktion. Im selben Jahr veröffentlichte die deutsche Plattenfirma Mighty Monster Records eine 80-minütige ATTACK-Kompilation mit dem Titel Warriors of Time. Weitere Re-Releases erfolgten 2012 in Griechenland und Südamerika.
Es existieren teilweise recht unterschiedliche Cover-Versionen von einigen ATTACK-Alben. Allein die Produktion Destinies of War gibt es in 3 Varianten, wobei die japanische Veröffentlichung zudem 2 Bonus-Stücke aufweist. Ähnliches gilt für Revitalize, allerdings sind hier auf der europäischen CD, konträr zur japanischen, 15 statt 12 Stücke zu hören.

## Stil
Stilistisch ist die Band ATTACK schwer einzuordnen, da es ihr immer wieder gelang klassische Elemente wie zum Beispiel von Edvard Grieg, Modest Mussorgsky und Johann Sebastian Bach mit progressiven Einflüssen und harten Heavy-Metal-Anteilen verschmelzen zu lassen. Durch den Einsatz von Cello, Querflöte, Violine und ähnlichem unterschied sich die Gruppe in jener Zeit von vielen anderen Bands aus dem Genre, ohne aber eine klare Songstruktur vermissen zu lassen. Typisch dafür sind Werke wie Death Rider, Return of the Warrior oder I Know, aber auch Songs wie Wonderland, In the Gloom und Walk Alone. Auch die häufigen Besetzungswechsel der Gruppe konnten das Grundkonzept nicht wesentlich verändern.
Textlich wurden vorwiegend märchenhaft mystische Themen aus dem Mittelalter verarbeitet, die gelegentlich mit einem sozialkritischen Fingerzeig in die Gegenwart versehen waren.

## Diskografie
- 1984: Danger in the Air (Pro-Sound-Records)
- 1985: Return of the Evil (Phonogram)
- 1986: Beastkiller (Sonic)
- 1989: Destinies of War (ZYX-Records)
- 1992: Seven Years in the Past (Iceland-Records)
- 1994: Revitalize (compil)
- 1995: The Secret Place (JVC/Victor Entertainment)
- 1998: Deadlocked (Iceland-Records)
- 2011: Warriors of Time (compil)

### Sampler-Beiträge
- 1993: On the Run auf Pure Metal Vol. 2 (JVC / Victor)

### Singles
- 1984: Mouse in a Maze (Good Time Records)

### Wiederveröffentlichungen (Auswahl)
- 1993: Destinies of War (Iceland-Records)
- 1993: Return of the Evil (EWM/Tin Can Discs)
- 2002: Danger in the Air (Parodise Records)
- 2011: The Secret Place (Vinyl-Lighten the Underground Records)
- 2012: The Secret Place (Steel Legacy Records)
- 2013: Seven Years in the Past (Vinyl-Steel Legacy Records)
- 2015: Seven Years in the Past (Eat Metal Records)
- 2015: Revitalize (Metalizer Records)
- 2016: Destinies of War (Metalizer Records)
- 2016: Destinies of War (Cano Metal Records)
- 2016: Danger in the Air (Metalizer Records)